# Éclairs sur l'Au-Delà...

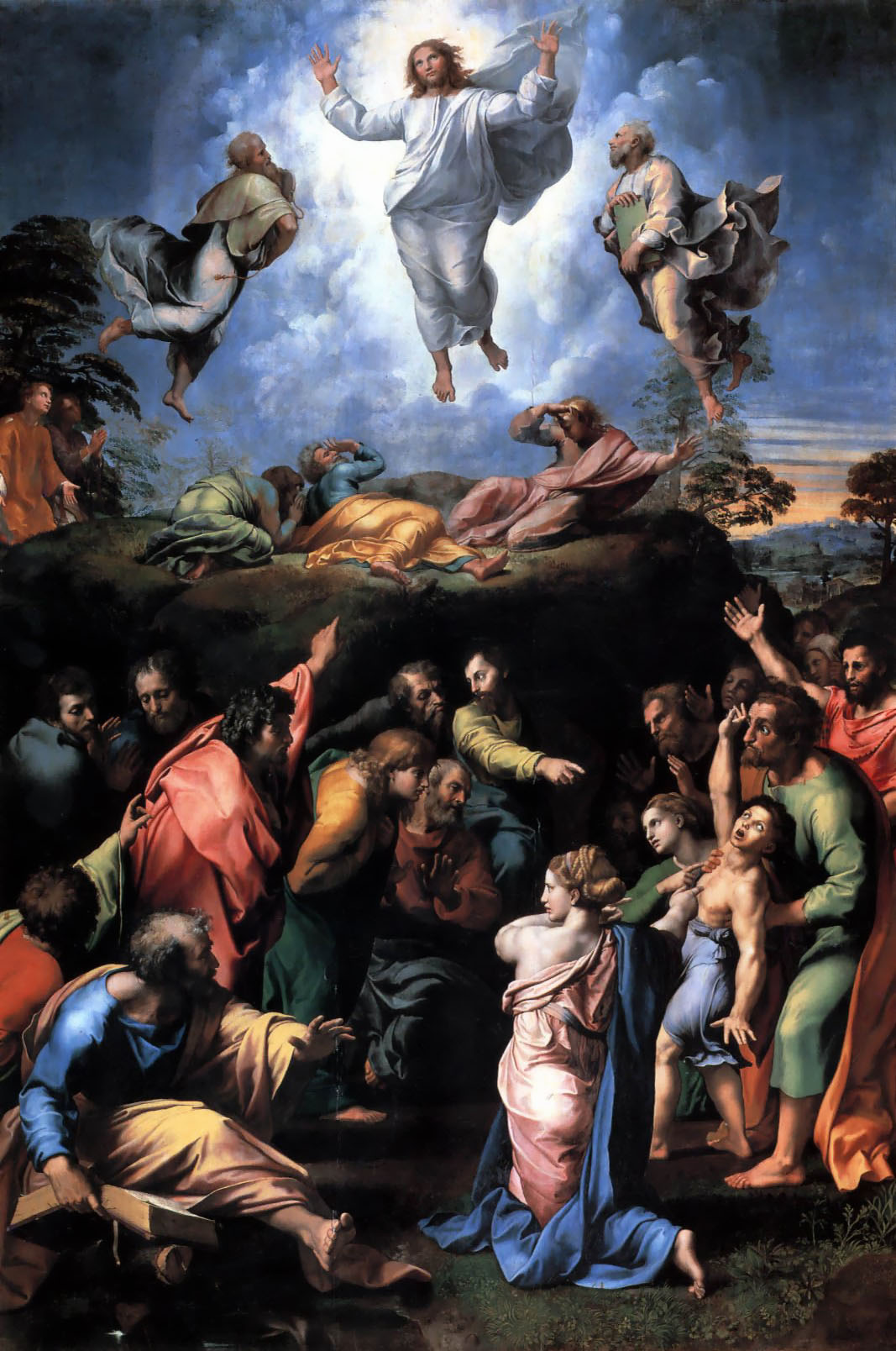
La Transfiguration de Raphaël (1518-1520)

Éclairs sur l'Au-Delà... est une œuvre d'Olivier Messiaen en onze parties, pour très grand orchestre, composée entre 1987 et 1991. C'est une commande du New York Philharmonic Orchestra pour son 150e anniversaire.

## Création
L'œuvre a été créée par l'orchestre commanditaire le 5 novembre 1992 à New York sous la direction de Zubin Mehta, six mois après le décès du compositeur.

## Effectif de l'orchestre
3 flûtes piccolo, 6 flûtes, 1 flûte alto, 3 hautbois, cor anglais, 2 petites clarinettes en mi bémol, 6 clarinettes, clarinette basse, clarinette contrebasse, 3 bassons, contrebasson, 3 cors en fa, 3 cors en si bémol, 2 trompettes piccolo en ré, 3 trompettes en ut, 3 trombones ténors et basses, 2 tubas, tuba contrebasse, 10 percussions, crotales, glockenspiel, xylophone, xylorimba, marimba, 16 violons, 16 violons 2, 14 altos, 12 violoncelles, 10 contrebasses.

## Titres des parties
- Apparition du Christ glorieux
- La Constellation du Sagittaire
- L'Oiseau-lyre et la Ville-fiancée
- Les Élus marqués du Sceau
- Demeurer dans l'Amour...
- Les Sept Anges aux sept trompettes
- Et Dieu essuiera toute larme de leurs yeux...
- Les Étoiles et la Gloire
- Plusieurs Oiseaux des arbres de Vie
- Le Chemin de l'Invisible
- Le Christ, lumière du Paradis

## Discographie
- Orchestre symphonique national de la radio polonaise, Katowice, dirigé par Antoni Wit, concert enregistré le 23/9/1993 à Varsovie, à l'auditorium de l'Orchestre philharmonique de Varsovie ; disque  Jade JAD C 099.
- Orchestre de l'Opéra Bastille, dirigé par Myung-Whun Chung, 1994, Deutsche Grammophon
- SWR Sinfonieorchester Baden-Baden und Freiburg, dirigé par Sylvain Cambreling, 2002, Hänssler Classic.
- Orchestre philharmonique de Berlin, dirigé par Simon Rattle, 2004, EMI Classics.
- Orchestre philharmonique de Vienne, dirigé par Ingo Metzmacher, 2008, Kairos.